# Quimerismo

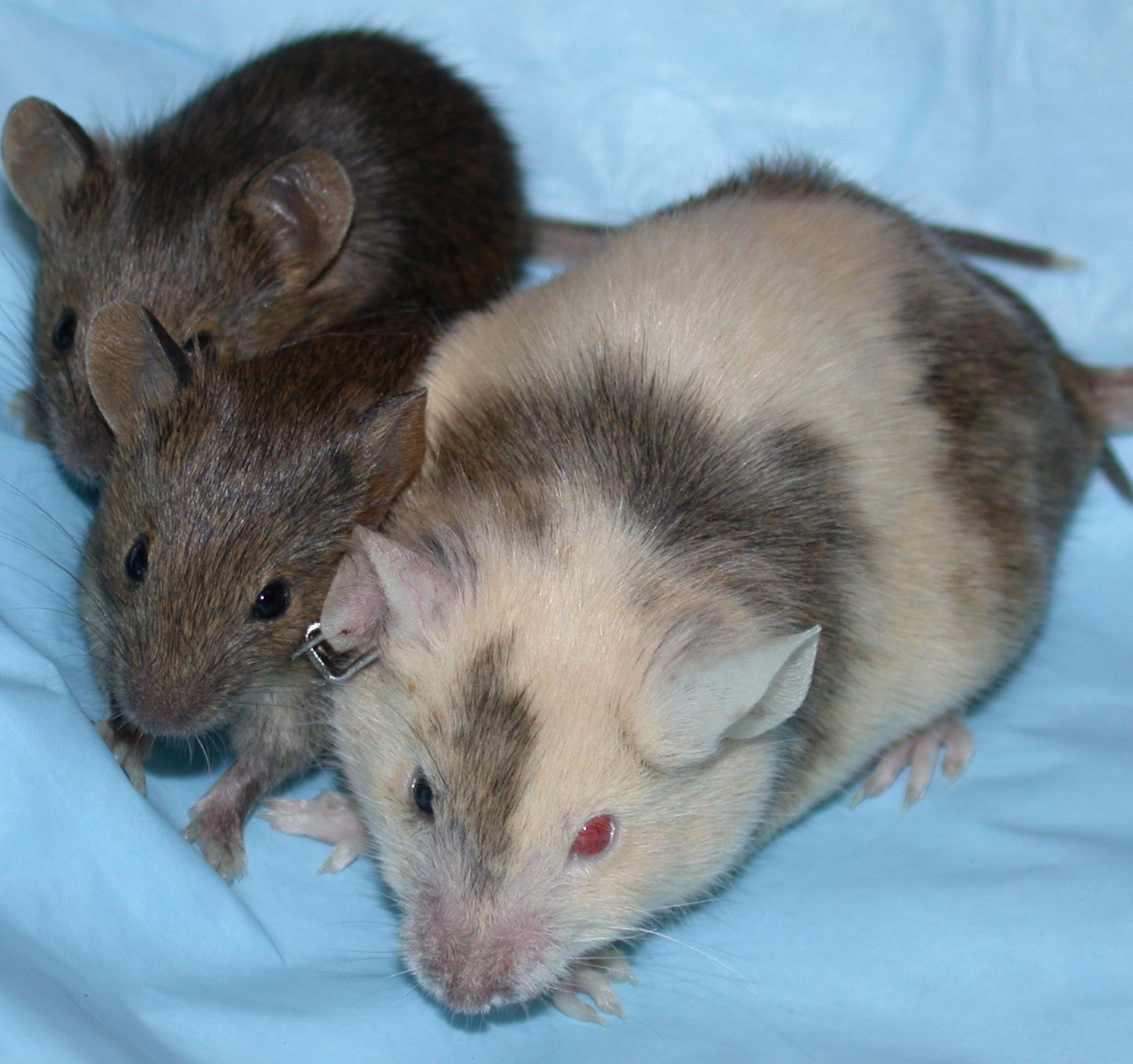
Un ratón quimérico con su descendencia

El quimerismo es un trastorno genético cuya teoría  postula que dos cigotos, tras la fecundación, se combinan formando uno solo que se desarrolla de forma normal. El ser vivo resultante posee entonces dos tipos de células diferentes, cada una con distinta constitución genética. En la mayoría de los casos documentados, las células de órganos o zonas distintas del cuerpo tienen ADN distinto, como si fueran dos personas en una sola.
Una variante de esta enfermedad genética es el microquimerismo en el cual los niveles de quimerismo son bajos. En este caso, hay células con una dotación de genes propia del individuo y otras con un perfil de ADN que solo es similar en un 50%, como el caso de un hermano; estas células pertenecerían a los gemelos bivitelinos de los animales.
Corinna Ross, investigadora de la Universidad de Nebraska, descubrió que en los inicios del desarrollo fetal, los mellizos titíes comparten suministro sanguíneo y placentas fusionadas, permitiendo un flujo abundante de células fetales entre los miembros de la camada. Saber cómo los monos titíes mantienen la tolerancia inmunitaria a tantas células foráneas a lo largo de la vida ayudaría a los investigadores que tratan de impedir el rechazo humano de los órganos trasplantados o de los trasplantes de médula.
Según un programa especial realizado por Discovery Channel y presentado en el año 2008, esta condición es causada por dos óvulos que han sido fertilizados durante el acto sexual, los cuales, antes de tres semanas, se unen y crean un ser con doble material genético, pero pueden existir casos en los cuales estos cigotos que se unen generan, en forma individual, individuos de diferente sexo, por lo que dentro de este caso existe la posibilidad de que el ser resultante sea un pseudohermafrodita, con células de su cuerpo con genotipo correspondiente a los dos sexos. Asimismo pueden existir casos donde el color de la piel no esté definido y pueda tener manchas por el cuerpo. Por eso, las personas quiméricas pudieron haber sido normalmente dos gemelos dicigóticos o mellizos.
Una de las cosas más impresionantes es el cambio de rasgos que puede ocurrir después de un traumatismo: las células se regeneran con los rasgos genéticos del otro genoma.

## El quimerismo y los procesos legales
Como en quien padece este problema se tienen dos materiales genéticos diferentes, es probable que en algunas partes del cuerpo domine uno y en otras otro. En el programa antes citado se menciona el caso de dos mujeres con quimerismo, que tienen problemas legales, pues según el ADN tomado de su sangre ellas no son las madres de sus hijos. Este es un problema al que se enfrenta la ley actual, pues el examen de ADN ha sido hasta ahora una fuente fiable de información genética desde todos los puntos de vista. En otro caso, una mujer que padece quimerismo y está en lucha legal por la custodia de sus hijos. Cuando la Seguridad Social de Gran Bretaña le solicitó una prueba de ADN, para determinar si era la madre genética de sus hijos, la respuesta fue negativa. Debido a ello se enfrentó un proceso legal que la llevó a la cárcel, al ser acusada de robar a los menores y lucrarse por ello. Ante el descubrimiento del quimerismo y que los hijos de la mujer tenían el ADN de su tía (la hermana) el juez falló en su contra.
No se sabe cuántos casos de quimerismo puede haber, además de que esto exigiría hacer exámenes de ADN más exhaustivos sacando muestras de varias partes (a estudio cuántas y cuáles) del cuerpo para ver si una persona tiene dos ADN distintos. Con lo que, por ejemplo, la paternidad en juicios de familia y las muestras de una violación no sólo tienen que hacerse con la sangre porque el resultado del examen puede ser incorrecto.

## En la cultura popular
- Aparece en un capítulo de Dr House "Caín y Abel"[8]
- También aparece en un capítulo de CSI Las Vegas con el título "Líneas de Sangre". Temporada 4, episodio 23.
- En el manga Fullmetal Alchemist aparecen quimeras humanas creadas mediante alquimia formando parte del mundo ficticio en el que se encuentran.
- En la película anime de KonoSuba!: Legend of Crimson, Sylvia es una quimera
- Shōto Todoroki, del anime My Hero Academia, sufre de quimerismo al tener cabello blanco de un lado y rojo del otro.
- Eve del juego NoStraightRoads tiene Quimerismo, mostrando en ocasiones aversión por una parte de su cuerpo.